# دایانگ جینگ شوان
دایانگ جینگ‌شوان (به چینی ساده شده: 大阳警玄؛ چینی سنتی: 大陽警玄؛ ژاپنی: Taiyo Keigen) یک راهب بودایی ذن در اوایل سلسله سونگ بود. در طول زندگی خود، ظاهراً او تنها معلم زنده بود که نماینده مدرسه Caodong/Sōtō بود، و او آخرین راهبی از آن سنت بود که در کتاب تأثیرگذار Transmission of the Lamp که در سال ۱۰۰۴ گردآوری شد از او یاد شده است. در طول عمر خود، فاقد اطلاعات بیوگرافی بود. بیوگرافی تا زمان شودنگ لو در سال ۱۱۰۱ ظاهر نشد. او شهر تولدش را ترک کرد تا در معبد چونگ شیائو در جینلینگ راهب شود. معلم او در آنجا ژیتونگ نام داشت، اما دایانگ به زودی در سن ۱۹ سالگی آن را ترک کرد. او مدتی با یوانجیائو لیائویی تحصیل کرد، اما در نهایت ادامه داد و در نهایت در لیانگشان یوانگوان به عنوان معلم مستقل شد.